# Мајкл Џордан
Мајкл Џефри Џордан (енгл. Michael Jeffrey Jordan; Бруклин, 17. фебруар 1963) бивши је професионални амерички кошаркаш, којег многи сматрају најбољим кошаркашем свих времена. Изабран је као трећи пик прве рунде НБА драфта 1984. године од стране Чикаго булса. На 75–ој годишњици прославе НБА лиге проглашен је за најбољег играча који икада наступао у том шампионату и тиме је заслужио статус глобалне иконе и легенде спорта.
Мајкл Џордан је у НБА лиги провео 15 сезона са 30,12 поена по утакмици у регуларној сезони (највише у НБА). Освојио је шест НБА шампионата са Чикаго булсима, био 10 пута најбољи стрелац и пет пута најкориснији играч лиге. Девет пута је изабран у прву одбрамбену петорку, а три пута је био најбољи по броју украдених лопти. Од 1983. рекордних 49 пута се појавио на насловној страници часописа Спортс илустрејтед, а 1991. био је проглашен за спортисту године по избору овог часописа. Проглашен је 1999. за „највећег северноамеричког спортисту у 20. веку“ по избору спортског канала ЕСПН, а други је на листи најбољих спортиста века по избору Асошијетед преса. Његов снажан одраз и закуцавање са линије слободних бацања донели су му надимке „Летећи Џордан“ и „Његово ваздушно височанство“.

## Детињство
Мајкл Џефри Џордан се родио у Бруклину, држава Њујорк, као четврто од петоро деце Џејмса и Делорис Џордан. Породица се из Бруклина преселила у Вилмингтон, Северна Каролина, када је Мајкл још био дете. Много пре него што је почео да се бави кошарком, волео је да игра бејзбол са својим оцем Још као тинејџер, Џордан је постао познат у Северној Каролини као одличан играч бејзбола и био је номинован за најкориснијег играча Бејб Рут лиге након што је његов тим освојио државно првенство. Џордан је похађао средњу школу у Вилмингтону, где није одмах успео да уђе у кошаркашки тим. Уместо тога, тренер Клифтон Херинг је веровао да ће Мајкл побољшати своју игру у јуниорском тиму. Као софомор у јуниорској екипи, Џордан, тада висок 180 cm, постизао је 25 поена по утакмици. Наредно лето је провео у индивидуалним тренинзима и похађајући разне кошаркашке кампове. Мајку је у развоју каријере много помогао његов брат Лари. Иако је био двадесетак центиметара нижи од Мајкла, Лари га је редовито побеђивао у игри један на један и развијао код њега такмичарски дух. За време летњег распуста Мајкл је нарастао до 190 cm и био је уверен да ће ући у школски тим.

## Кошаркашка каријера

### Колеџ
Пре сениорске сезоне, Мајкл је отишао на кошаркашки камп Пет звезда, где је упознао тренера Универзитета Северна Каролина Дина Смита који је позвао младог Мајкла у свој тим. Новембра 1980. Џордан се уписао на Универзитет Северне Каролине. Као сениор је водио своју средњу школу до 19 победа. У почетку се игра тима базирала на Сему Перкинсу и Џејмса Вортију, будућих НБА-звезда, па је Мајклова улога у тиму била мање значајна. Славу је стекао када је 1982. године, у завршници НЦАА првенства, у утакмици са Универзитетом Џорџтауна, постигао кош у последњој секунди и донео победу од 63-62, као и титулу. Своју снагу и умеће давања одлучујућих поена показао је и против Црвене звезде на турниру у Солуну. Поред постигнутих 32 поена, постигао је и одлучујући кош за победу резултатом 105:104. Тада је тренер Звезде Ранко Жеравица изјавио да је Џордан кошаркаш свемирске класе. Џордан је за овај тим играо још две године, да би се потом пријавио за НБА драфт.

### Чикаго булси
Чикаго булси су на НБА драфту 1984. изабрали Мајкла Џордана као трећег пика, док су испред њега били Хаким Олајџувон (Хјустон рокетси) и Сем Боуи (Портланд трејблејзерси). Почетком осамдесетих, Булси су били један од лошијих тимова, а доласком Џордана, тим је почео да постиже боље резултате. У првој сезони у Булсима, Џордан је био најбољи стрелац (28,2), скакач (6,5), асистент (5,9) и имао највише украдених лопти (2,4) по утакмици. То му је донело награду за рукија године, место у олстар тиму, али је Чикаго испао у првој рунди доигравања. То се поновило и у следећих пет година. Булсе су редовно избацивали Селтикси или Пистонси, а највећи проблем је био што није било играча који би помогао Џордану.
У сезони 1985/86. повредио је стопало тако да је у регуларном делу одиграо само 18 утакмица. У првом кругу доигравања против Селтикса је постизао просечно 43,7 поена по утакмици. У другој утакмици је поставио рекорд по броју постигнутих поена у доигравању (63), али су, упркос томе, Селтикси прошли даље. Следећу сезону је завршио са 3.041 поеном (37,1 у просеку) — поставши тако тек други играч после Вилта Чејмберлена који је у једној сезони постигао више од 3.000 поена. Те сезоне је први пут био водећи стрелац лиге, а још је шест пута освајао ту награду. Свој статус НБА суперзвезде запечатио је када је победио на такмичењу у закуцавању на Ол-стар викенду 1988. када је закуцао са линије слободних бацања. Џордан је својим узорним понашањем на терену и одличним играма допринео повећању популарности НБА лиге и у САД и у Европи. Такође је и своје спонзоре, међу којима и компанију Најки, „уздигао у небеса“. Тинејџери су га обожавали, његове патике и мајице са бројем 23 ношене су свуда, а рекламе су саветовале људе да „буду као Мајк“. Године 1988, Џордан је био водећи стрелац лиге и освојио је титулу најкориснијег играча лиге. Булси су први пут дошли до финала Истока, али су изгубили од Пистонса.

#### Шампионске године
Пре почетка сезоне 1989/90, тадашњи помоћни тренер Булса, Фил Џексон, постао је главни тренер. Тада је представио свој чувени напад троугао, који је омогућавао Џордану да испољи своју прецизност, као и да асистира саиграчима, највише Скотију Пипенуу и Хорасу Гранту. У финалу Истока поново су се нашли Булси и Пистонси, и тек после седме утакмице Пистонси су се пласирали у финале. У наредном периоду, Џордан је сву пажњу преусмерио на побољшавање игре својих саиграча; Булси су више функционисали тимски, што је резултовало првом НБА титулом. Преко Пистонса на Истоку и Лејкерса у финалу, Булси су освојили титулу. Џордан је проглашен за МВП-а лиге и МВП-а доигравања. И у наредне две године, Булси су освајали титулу. Интересантно је поменути прву утакмицу финалне серије 1992. године против Портланда. Многи су тада оспоравали његов шут за три поена као и поредили са играчем Портланда Клајдом Дрекслером. Он је као одговор за полувреме постигао 35 поена уз 6 убачених тројки.

#### Привремени прекид
На крају сезоне 1992/93. Џордан је шокирао јавност изјавом да се повлачи из кошарке, изјављујући да нема више амбиција да игра кошарку. Многи су сматрали да је убиство његовог оца 1993. био главни разлог за повлачење. После овога, Мајк је решио да испуни животни сан, да игра професионални бејзбол. Године 1994, потписао је уговор са тимом Вајт сокс из Чикага. Без Џордана, Булси су имали 55 победа, а у доигравању су прекинули низ од три титуле поразом од Њујорка у полуфиналу Истока.

#### Повратак
Године 1995, бејзбол играчи су кренули у штрајк и Џордан је решио да је време да се врати кошарци. Булсима се прикључио 17 утакмица пре краја сезоне, али није имао времена да се спреми за жестоке обрачуне у доигравању. Булси су у полуфиналу Истока изгубили од Орланда. Сезоне 1995/96. Џордан се вратио у стару форму и поново је обукао дрес са бројем 23 који је 1994. повучен. Те године, Булси су поставили рекорд НБА лиге са резултатом 72:10 у регуларном делу сезоне. Екипу коју су чинили, између осталих Џордан, Пипен, Родман и Тони Кукоч, многи сматрају за најбољу у историји НБА кошарке. Булси су поново постали прваци, а Џордан је четврти пут постао МВП доигравања. У наредне две године, Булси су у финалу играли против Јуте, коју су предводили Карл Малон и Џон Стоктон. Оба пута су Булси освојили титулу, а Џордан је тако још два пута постао МВП доигравања. У петој утакмици финала 1997. године против Јуте, Џордан је видно болестан и са температуром од 39,4 успео да на паркету проведе 44 минута и убаци 38 поена. Када је победник био одлучен пао је у загрљај саиграча Пипена који га је одвукао до клупе. И у следећој сезони Џордан је наставио са одличним играма. Те сезоне је по уговору зарадио 33,1 милион долара, што је и даље највећа једногодишња зарада у историји НБА лиге. У том његовом последњем финалу, постигао је кош пет секунди пре краја утакмице и Булси су победили 87:86. Фил Џексон је после овога напустио Булсе, а Џордан се поново пензионисао, изјавивши да неће да игра ни за кога осим за Џексона.

### Вашингтон
Неколико година касније Мајкл Џордан је преузео улогу у вођењу Вашингтон визардса, а недуго након тога се вратио на терен. Иако у поодмаклим годинама забележио је низ феноменалних наступа током две сезоне. У првој сезони је имао просек од 22,9 поена, а у другој 20 поена по мечу. Податак да је са 40 година успео да на једној утакмици постигне преко 40 поена довољно говори о каквом се играчу радило. То му је пошло за руком 21. фебруара 2003. године када је Против Њу Џерзија постигао 43 поена. Пред своју последњу утакмицу у каријери против Филаделфије 16. априла 2003. године је изјавио:
“Кошарка је мој живот. Ја сам користио ову игру и она је користила мене. Мени је кошарка као најбољи пријатељ, али некада одрастете и одаљите се од најбољих другова.”

### Репрезентација
Пре одласка у НБА лигу, учествовао је на Олимпијским играма 1984. у Лос Анђелесу. Као капитен изузетно јаке аматерске екипе (у тиму су још били Патрик Јуинг, Сем Перкинс, Крис Малин) водио је САД до златне медаље, просечно постижући 17,1 поен по утакмици.
Године 1992, дозвољено је професионалцима да играју на ОИ у Барселони. Тадашњи амерички Дрим-тим у коме су поред Џордана играли још и Лери Бирд и Меџик Џонсон, али и остале НБА звезде, донео је САД злато, победом против Хрватске у финалу. Оно што је посебно интересантно да је после целе непроспаване ноћи, на дан утакмице снимао рекламу у раним јутарњим сатима, затим је отишао на дугу партију голфа и одатле директно на финалну утакмицу.

### Играчки профил
Џордан је био бек, али је такође без проблема играо као крило (ову позицију је најчешће играо током свог другог повратка професионалној кошарци са Вашингтон Визардсима) или као плејмејкер. Кроз целу каријеру био је препознатљив по својим шутевима у последњим секундама мечева. Са Булсима је у 25 наврата решио победника шутевима из игре или слободним бацањима у последњих 30 секунди меча, међу којима су и два НБА финала и пет мечева у доигравању. Био је познат по јаком такмичарском духу, који је испољавао кроз јаку радну етику и тзв. „треш ток“ (енгл. trash-talk) – разговор са ривалима током меча како би их деконцентрисао и заплашио, мада су се ти разговори већином сводили на шале. Руководство Булса је градило целу франшизу око Џордана, тако да су понекад морали да трејдују играче који нису били „довољно јаки“ да издрже темпо који је он постављао на тренинзима. Како би унапредио своју игру у одбрани, Џордан је проводио доста времена прегледајући снимке утакмица својих ривала. У нападу, већином се ослањао на инстинкт а мање на тактику. Био је издржљив играч, о чему сведочи и чињеница да није пропустио више од четири утакмице у сезони током своје активне каријере од сезоне 1986–87. све до 2001–02. када је повредио десно колено. Одиграо је све 82 утакмице у сезони девет пута. Често је наводио да су му узори били играчи Дејвид Томсон, Волтер Дејвис и Џери Вест. Од самог почетка своје каријере Џордан се издвајао од својих саиграча, јер је у уговору имао посебну клаузулу под називом „Љубав према игри“ (енгл. Love of the Game Clause), која му је омогућавала да игра кошарку против било кога било када, било где.
Занимљиво је да је Џордан имао веома изоштрен вид; водитељ Ал Мајклс изјавио је да је Џордан могао да прочита резултат бејзбол утакмице на телевизору дијагонале 27 инча (68 cm) са удаљености од преко 15 m.

### НБА статистика
| † | Године када је Џордан освајао НБА шампионат |
|   | Најбољи у лиги                              |

#### Регуларна сезона
| Сезона   | Екипа     | ОУ   | СУ   | МПУ  | ПШ%  | 3П%  | СБ%  | СПУ | АПУ | УПУ | БПУ | ППУ  |
| -------- | --------- | ---- | ---- | ---- | ---- | ---- | ---- | --- | --- | --- | --- | ---- |
| 1984     | Чикаго    | 82   | 82   | 38,3 | 51,5 | 17,3 | 84,5 | 6,5 | 5,9 | 2,4 | 0,8 | 28,2 |
| 1985     | Чикаго    | 18   | 7    | 25.1 | 45,7 | 16,7 | 84,0 | 3,6 | 2.9 | 2.1 | 1.2 | 22.7 |
| 1986     | Чикаго    | 82   | 82   | 40,0 | 48,2 | 18,2 | 85,7 | 5.2 | 4.6 | 2.9 | 1.5 | 37.1 |
| 1987     | Чикаго    | 82   | 82   | 40,4 | .535 | .132 | .841 | 5.5 | 5.9 | 3.2 | 1.6 | 35,0 |
| 1988     | Чикаго    | 81   | 81   | 40.2 | .538 | .276 | .850 | 8.0 | 8.0 | 2.9 | .8  | 32.5 |
| 1989     | Чикаго    | 82   | 82   | 39.0 | .526 | .376 | .848 | 6.9 | 6.3 | 2.8 | .7  | 33.6 |
| 1990†    | Чикаго    | 82   | 82   | 37.0 | .539 | .312 | .851 | 6.0 | 5.5 | 2.7 | 1.0 | 31.5 |
| 1991†    | Чикаго    | 80   | 80   | 38.8 | .519 | .270 | .832 | 6.4 | 6.1 | 2.3 | .9  | 30.1 |
| 1992†    | Чикаго    | 78   | 78   | 39.3 | .495 | .352 | .837 | 6.7 | 5.5 | 2.8 | .8  | 32.6 |
| 1994     | Чикаго    | 17   | 17   | 39.3 | .411 | .500 | .801 | 6.9 | 5.3 | 1.8 | .8  | 26.9 |
| 1995†    | Чикаго    | 82   | 82   | 37.7 | .495 | .427 | .834 | 6.6 | 4.3 | 2.2 | .5  | 30.4 |
| 1996†    | Чикаго    | 82   | 82   | 37.9 | .486 | .374 | .833 | 5.9 | 4.3 | 1.7 | .5  | 29.6 |
| 1997†    | Чикаго    | 82   | 82   | 38.8 | .465 | .238 | .784 | 5.8 | 3.5 | 1.7 | .5  | 28.7 |
| 2001     | Вашингтон | 60   | 53   | 34.9 | .416 | .189 | .790 | 5.7 | 5.2 | 1.4 | .4  | 22.9 |
| 2002     | Вашингтон | 82   | 67   | 37.0 | .445 | .291 | .821 | 6.1 | 3.8 | 1.5 | .5  | 20.0 |
| Каријера |           | 1072 | 1039 | 38.3 | .497 | .327 | .835 | 6.2 | 5.3 | 2.3 | .8  | 30.1 |
| Ол-Стар  |           | 13   | 13   | 29.4 | .472 | .273 | .750 | 4.7 | 4.2 | 2.8 | .5  | 20.2 |

#### Плејоф
| Сезона   | Екипа  | ОУ  | СУ  | МПУ  | ПШ%  | 3П%   | СБ%  | СПУ | АПУ | УПУ | БПУ | ППУ  |
| -------- | ------ | --- | --- | ---- | ---- | ----- | ---- | --- | --- | --- | --- | ---- |
| 1985     | Чикаго | 4   | 4   | 42.8 | .436 | .125  | .828 | 5.8 | 8.5 | 2.8 | 1.0 | 29.3 |
| 1986     | Чикаго | 3   | 3   | 45.0 | .505 | 1.000 | .872 | 6.3 | 5.7 | 2.3 | 1.3 | 43.7 |
| 1987     | Чикаго | 3   | 3   | 42.7 | .417 | .400  | .897 | 7.0 | 4.7 | 2.4 | 1.1 | 36.3 |
| 1988     | Чикаго | 10  | 10  | 42.7 | .531 | .333  | .869 | 7.1 | 7.6 | 2.5 | .8  | 34.8 |
| 1989     | Чикаго | 17  | 17  | 41.8 | .510 | .236  | .799 | 7.0 | 7.6 | 1.7 | 1.8 | 29.1 |
| 1990     | Чикаго | 16  | 16  | 42.1 | .514 | .320  | .836 | 7.2 | 6.8 | 2.8 | .9  | 36.7 |
| 1991†    | Чикаго | 17  | 17  | 40.5 | .524 | .385  | .845 | 6.4 | 8.4 | 2.4 | 1.4 | 31.1 |
| 1992†    | Чикаго | 22  | 22  | 41.8 | .499 | .386  | .857 | 6.2 | 5.8 | 2.0 | .7  | 34.5 |
| 1993†    | Чикаго | 19  | 19  | 41.2 | .475 | .389  | .805 | 6.7 | 6.0 | 2.1 | .9  | 35.1 |
| 1995     | Чикаго | 10  | 10  | 42.0 | .484 | .367  | .810 | 6.5 | 4.5 | 2.3 | 1.4 | 31.5 |
| 1996†    | Чикаго | 18  | 18  | 40.7 | .459 | .403  | .818 | 4.9 | 4.1 | 1.8 | .3  | 30.7 |
| 1997†    | Чикаго | 19  | 19  | 42.3 | .456 | .194  | .831 | 7,9 | 4.8 | 1.6 | .9  | 31.1 |
| 1998†    | Чикаго | 21  | 21  | 41.5 | 46,2 | 30,2  | 81,2 | 5.1 | 3,5 | 1,5 | .6  | 32.4 |
| Каријера |        | 179 | 179 | 41,8 | 48,7 | 33,2  | 82,8 | 6,4 | 5,7 | 2,1 | 0,8 | 33,4 |

#### Укупна
| Сезона          | Година          | Тим             | GP    | GS    | W-L     | MIN    | FGM    | FGA    | 3PM | 3PA   | FTM   | FTA   | OFF   | DEF   | REB   | AST   | STL   | BLK | TOV   | PF    | PTS    |
| --------------- | --------------- | --------------- | ----- | ----- | ------- | ------ | ------ | ------ | --- | ----- | ----- | ----- | ----- | ----- | ----- | ----- | ----- | --- | ----- | ----- | ------ |
| 1984            | 21-22           | Чикаго          | 82    | 82    | 38-44   | 3.144  | 837    | 1,625  | 9   | 52    | 630   | 746   | 167   | 367   | 534   | 481   | 196   | 69  | 291   | 285   | 2.313  |
| 1985            | 22-23           | Чикаго          | 18    | 7     | 9-9     | 451    | 150    | 328    | 3   | 18    | 105   | 125   | 23    | 41    | 64    | 53    | 37    | 21  | 45    | 46    | 408    |
| 1986            | 23-24           | Чикаго          | 82    | 82    | 40-42   | 3,281  | 1.098  | 2.279  | 12  | 66    | 833   | 972   | 166   | 264   | 430   | 377   | 236   | 125 | 272   | 237   | 3.041  |
| 1987            | 24-25           | Чикаго          | 82    | 82    | 50-32   | 3.311  | 1.069  | 1.998  | 7   | 53    | 723   | 860   | 139   | 310   | 449   | 485   | 259   | 131 | 252   | 270   | 2.868  |
| 1988            | 25-26           | Чикаго          | 81    | 81    | 47-34   | 3.255  | 966    | 1.795  | 27  | 98    | 674   | 793   | 149   | 503   | 652   | 650   | 234   | 65  | 290   | 247   | 2.633  |
| 1989            | 26-27           | Чикаго          | 82    | 82    | 55-27   | 3.197  | 1.034  | 1.964  | 92  | 245   | 593   | 699   | 143   | 422   | 565   | 519   | 227   | 54  | 247   | 241   | 2.753  |
| 1990†           | 27-28           | Чикаго          | 82    | 82    | 61-21   | 3.034  | 990    | 1.837  | 29  | 93    | 571   | 671   | 118   | 374   | 492   | 453   | 223   | 83  | 202   | 229   | 2.580  |
| 1991†           | 28-29           | Чикаго          | 80    | 80    | 67-13   | 3.102  | 943    | 1.818  | 27  | 100   | 491   | 590   | 91    | 420   | 511   | 489   | 182   | 75  | 200   | 201   | 2.404  |
| 1992†           | 29-30           | Чикаго          | 78    | 78    | 56-22   | 3.067  | 992    | 2.003  | 81  | 230   | 476   | 569   | 135   | 387   | 522   | 428   | 221   | 61  | 207   | 188   | 2.541  |
| 1994            | 31-32           | Чикаго          | 17    | 17    | 13-4    | 668    | 166    | 404    | 16  | 32    | 109   | 136   | 25    | 92    | 117   | 90    | 30    | 13  | 35    | 47    | 457    |
| 1995†           | 32-33           | Чикаго          | 82    | 82    | 72-10   | 3.090  | 916    | 1.850  | 111 | 260   | 548   | 657   | 148   | 395   | 543   | 352   | 180   | 42  | 197   | 195   | 2.491  |
| 1996†           | 33-34           | Чикаго          | 82    | 82    | 69-13   | 3.106  | 920    | 1.892  | 111 | 297   | 480   | 576   | 113   | 369   | 482   | 352   | 140   | 44  | 166   | 156   | 2.431  |
| 1997†           | 34-35           | Чикаго          | 82    | 82    | 62-20   | 3,181  | 881    | 1.893  | 30  | 126   | 565   | 721   | 130   | 345   | 475   | 283   | 141   | 45  | 185   | 151   | 2.357  |
| 2001            | 38-39           | Вашингтон       | 60    | 53    | 30-30   | 2,093  | 551    | 1.324  | 10  | 53    | 263   | 333   | 50    | 289   | 339   | 310   | 85    | 26  | 162   | 119   | 1.375  |
| 2002            | 39-40           | Вашингтон       | 82    | 67    | 37-45   | 3,031  | 679    | 1.527  | 16  | 55    | 266   | 324   | 71    | 426   | 497   | 311   | 123   | 39  | 173   | 171   | 1.640  |
| Каријера        | Каријера        | Каријера        | 1.072 | 1.039 | 706-366 | 41.011 | 12.192 | 24.537 | 581 | 1.778 | 7.327 | 8.772 | 1.668 | 5.004 | 6.672 | 5.633 | 2.514 | 893 | 2.924 | 2.783 | 32.292 |
| Прво повлачење  | Прво повлачење  | Прво повлачење  | 667   | 656   | 423-244 | 25.842 | 8.079  | 15.647 | 287 | 955   | 5.096 | 6.025 | 1.131 | 3.088 | 4.219 | 3.935 | 1.815 | 684 | 2.006 | 1.944 | 21.541 |
| Друго повлачење | Друго повлачење | Друго повлачење | 930   | 919   | 639-291 | 35.887 | 10.962 | 21.686 | 555 | 1.670 | 6.798 | 8.115 | 1.547 | 4.289 | 5.836 | 5.012 | 2.306 | 828 | 2.589 | 2,493 | 29.277 |
| Плеј-оф         | Плеј-оф         | Плеј-оф         | 179   | 179   | 119-60  | 7.474  | 2.188  | 4,497  | 148 | 446   | 1,463 | 1,766 | 305   | 847   | 1,152 | 1.022 | 376   | 158 | 546   | 541   | 5.987  |
| Ол-Стар         | Ол-Стар         | Ол-Стар         | 13    | 13    | 6-7     | 382    | 110    | 233    | 3   | 11    | 39    | 52    | 22    | 39    | 61    | 54    | 37    | 6   | 42    | 31    | 262    |

Извор: basketball-reference.com Архивирано на веб-сајту  (9. мај 2012) и nba.com

#### Достигнућа
Укупно утакмица: 1.264 (1.072 регуларна сезона, 179 доигравање, 13 Ол стар)
- Постигао 0-10 поена на 15 утакмица (13 регуларна сезона, 2 Ол стар)
- Постигао 10+ поена на 1.249 утакмица (1.059 регуларна сезона, 179 доигравање, 11 Ол стар)
- Постигао 20+ поена на 1.106 утакмица (926 регуларна сезона, 173 доигравање, 7 Ол стар)
- Постигао 30+ поена на 673 утакмица (562 регуларна сезона, 109 доигравање, 2 Ол стар)
- Постигао 40+ поена на 212 утакмица (173 регуларна сезона, 38 доигравање, 1 Ол стар)
- Постигао 50+ поена на 39 утакмица (31 регуларна сезона, 8 доигравање)
- Постигао 60+ поена на 5 утакмица (4 регуларна сезона, 1 доигравање)
- Забележио 31 трипл-дабл (28 регуларна сезона, 2 доигравање, 1 Ол стар)
- Забележио 241 дабл-дабл (201 регуларна сезона, 39 доигравање, 1 Ол стар)
- 11- пута лидер сезоне по постигнутим поенима
- 10- пута лидер сезоне по просеку постигнутих поена ('86-'93, '95-'98)
- 3- пута лидер сезоне по украденим лоптама

Међутим оно што посебно говори о његовој играчкој снази је податак да је ретко у доигравању постизао испод 30 поена. Такође у сваком од 6 НБА финала, имао је просек од скоро 35 поена по утакмици.

## Пост-играчка каријера
Након престанка играчке каријере поново се вратио на позицију директора за кошаркашка питања у Вашингтону. Ипак због неслагања са власником Визардса, 7. маја 2003. добија отказ. У наредним годинама је и даље био у центру збивања. Најчешће се виђао по бројним голф теренима па и турнирима. Такође наставио је са промоцијом свог бренда у одећи као и вожњи мотора.

### Власник Шарлота
Дана 15. јуна 2006. купује мањински пакет акција НБА тима Шарлот Бобкетс, и тако постаје други највећи акционар овог тима. Као део договора Џордан преузима сва питања везана за кошаркашке операције. 2010. године од Роберта Џонсона откупљује акције за 175 милиона долара, чиме постаје већински власник овог клуба. Касније је још више улагао те је тренутно власник 89,9% акција Шарлот бобкетса. Вредност овог тима се са 410 милиона долара 2014. попела на 725 милиона долара 2015. године, од чега је удео Мајкла Џордана око 500 милиона, тако да се Џордан по први пут нашао на листи милијардера часописа Форбс, са укупном нето вредношћу имовине од равно милијарду америчких долара.

## Признања и награде
- Олимпијске игре (2):  1984, 1992
- Шампион НБА лиге (6):
- МВП финала НБА лиге (6):
- МВП НБА лиге (5):
- Најбољи стрелац НБА лиге (10): 1987-1993, 1996-1998
- Најбољи крадљивац лопти НБА лиге (3): 1988, 1990, 1993
- 14 пута учесник Ол стар утакмице
- 11 пута члан идеалног НБА тима
- 9 пута члан идеалног одбрамбеног тима НБА лиге
- два пута шампион у закуцавањима на Ол стар: 1987. и 1988.
- Руки године: 1984/85.
- Најбољи дефанзивац године 1987/88.

## Остало
Оженио се септембра 1989. године са Хуанитом Веној, са којом има два сина Џефрија и Маркуса и ћерку. Били су пред разводом брака 2002. године али су се убрзо помирили. Ипак до коначног разлаза је дошло децембра 2006. године, после 17 година брака. По бракоразводном споразуму она је добила 165 милиона долара, што је највећа бракоразводна одштета у историји. Син Џефри је наставио очевим стопама и бави се кошарком. Иако је постизао добре резултате, за Џордановог сина Џефрија се нагађа да неће постићи тако добре резултате као отац
Године 2013. се оженио са 15 година млађом манекенком Ивет. Са њом је добио близнакиње Викторија и Изабел.

## Утицај
Када је Џордан почео играти у НБА лиги, популарност лиге је већ била у успону захваљујући Ларију Берду и Меџику Џонсону, али доласком Џордана популарност НБА-лиге се знатно повећала. На терену и изван терена, Мајкл је био узоран лик, идол милионима људи, тинејџерима итд. Индустрију спортске опреме је подигао на један висок ниво, а компанија Најки је чак и основала посебан бренд ЏОРДАН. После његовог разлаза са кошарком, НБА лига тражи наследника. Многи кошаркаши су проглашавани за наследнике Ер Џордана, а могуће је да ће прави наследник ускоро стићи у НБА лигу.